# Un sorriso (album Milva)
Un sorriso è un album della cantante italiana Milva, pubblicato dall'etichetta discografica Ricordi nel 1969.
L'orchestra è diretta da Detto Mariano e Gianfranco Intra.
Il disco contiene fra l'altro Canzone e il brano che dà il titolo all'intero lavoro, presentati da Milva rispettivamente al Festival di Sanremo 1968 e 1969, oltre a L'immensità e Quando l'amore diventa poesia, eseguiti da altri artisti alla stessa manifestazione.

## Tracce

### Lato A
1. Un sorriso
2. Cuando sali de Cuba (Quando una stella cade)
3. L'immensità (Don Backy, Mogol e Mariano Detto) 3:17
4. La luna
5. Il mondo in tasca
6. Quella rosa

### Lato B
1. M'ama non m'ama
2. Se ritornerai (Sogno)
3. Canzone (Don Backy e Detto Mariano) 3:10
4. Amore tenero
5. Quando l'amore diventa poesia
6. Le tue mani